# Fannia anthracina
Fannia anthracina är en tvåvingeart som först beskrevs av Walker 1836.  Fannia anthracina ingår i släktet Fannia och familjen takdansflugor. Inga underarter finns listade i Catalogue of Life.